# Dick Vermeil
Richard Albert Vermeil dit Dick Vermeil (né le 30 octobre 1936 à Calistoga) est un entraîneur américain de football américain.
Il a été entraîneur principal au sein de la National Football League (NFL) pendant quinze saisons soit sept chez les Eagles de Philadelphie, trois chez les Rams de Saint-Louis et cinq chez les Chiefs de Kansas City.
Il a remporté le Super Bowl XXXIV avec les Rams.
Son rôle est interprété par Greg Kinnear dans le film Invincible de 2006 consacré à la carrière romancée de Vince Papale chez les Eagles.

## Biographie
Lorsqu'il devient entraîneur principal des Eagles de Philadelphie en 1976, la franchise sort d'une série de neuf saisons terminées avec un bilan négatif. Omniprésent dans l'entraînement de son équipe, Dick Vermeil conduit de longs et épuisants entraînements avec contact pour améliorer son équipe. Après trois saisons à la tête des Eagles, il emmène l’équipe jusqu'en phase finale et jusqu'au Super Bowl après cinq saisons. Après sept saisons, il met fin à sa carrière d'entraîneur à 43 ans alors que son équipe enchaîne les défaites dans une saison 1982 raccourcie. En dépression, en burnout, dépassé par ses émotions, il devient consultant pour la télévision et passe plus de temps en famille. Il prépare ses commentaires comme un entraîneur, en prenant des notes, en assistant aux entraînements, en discutant avec les entraîneurs des différentes équipes. Lorsque les Buccaneers de Tampa Bay lui offre le poste d'entraîneur principal, il refuse.
Quatorze ans après sa démission en pleurs, Vermeil fait son retour comme entraîneur dans la NFL en 1997. Il s'engage avec les Rams de Los Angeles qui viennent d'enchaîner sept saisons aux bilans négatifs. Il durcit et allonge les séances d'entraînements, tout en utilisant des techniques d'entraînements « à l’ancienne ». Après avoir remporté le Super Bowl XXXIV avec les Rams, il prend pour la deuxième fois sa retraite. Il se ravise en 2011 et s'engage avec les Chiefs de Kansas City où il reste pendant cinq saisons, dirigeant des équipes offensives spectaculaires avec des joueurs comme Tony Gonzalez et Priest Holmes. À Kansas City, Vermeil n'est plus le bourreau de travail des années 1980, il délègue à ses assistants et est plus détendu.

## Palmarès
- En NFL :
  - Vainqueur du Super Bowl XXXIV (saison 1999);
  - Entraîneur NFL de l'année 1999 par l'Associated Press ;
  - Entraîneur NFL des l'années 1979 et 1999 par Pro Football Weekly (en) ;
  - Entraîneur NFL des années 1979 et 1999 par le Sporting News ;
  - Entraîneur NFL des années 1979 et 1999 par le Maxwell Football Club (en) ;
  - Entraîneur NFL de l'année 1978 par l'UPI ;
  - Intronisé au Pro Football Hall of Fame en 2022 ;
  - Intronisé au Hall of Fame des Eagles de Philadelphie (en) ;
  - Intronisé au Ring of Honor des Rams de Saint-Louis (en).

- En NCAA Division I FBS :
- Entraîneur de l'année 1975 de la Pacific-8 Conference.